# 蒂罗拉
蒂罗拉（Tirora），是印度马哈拉施特拉邦Gondiya县的一个城镇。总人口22527（2001年）。

## 人口
该地2001年总人口22527人，其中男性11375人，女性11152人；0—6岁人口2736人，其中男1407人，女1329人；识字率75.10%，其中男性为83.11%，女性为66.92%。